# 半音化四度

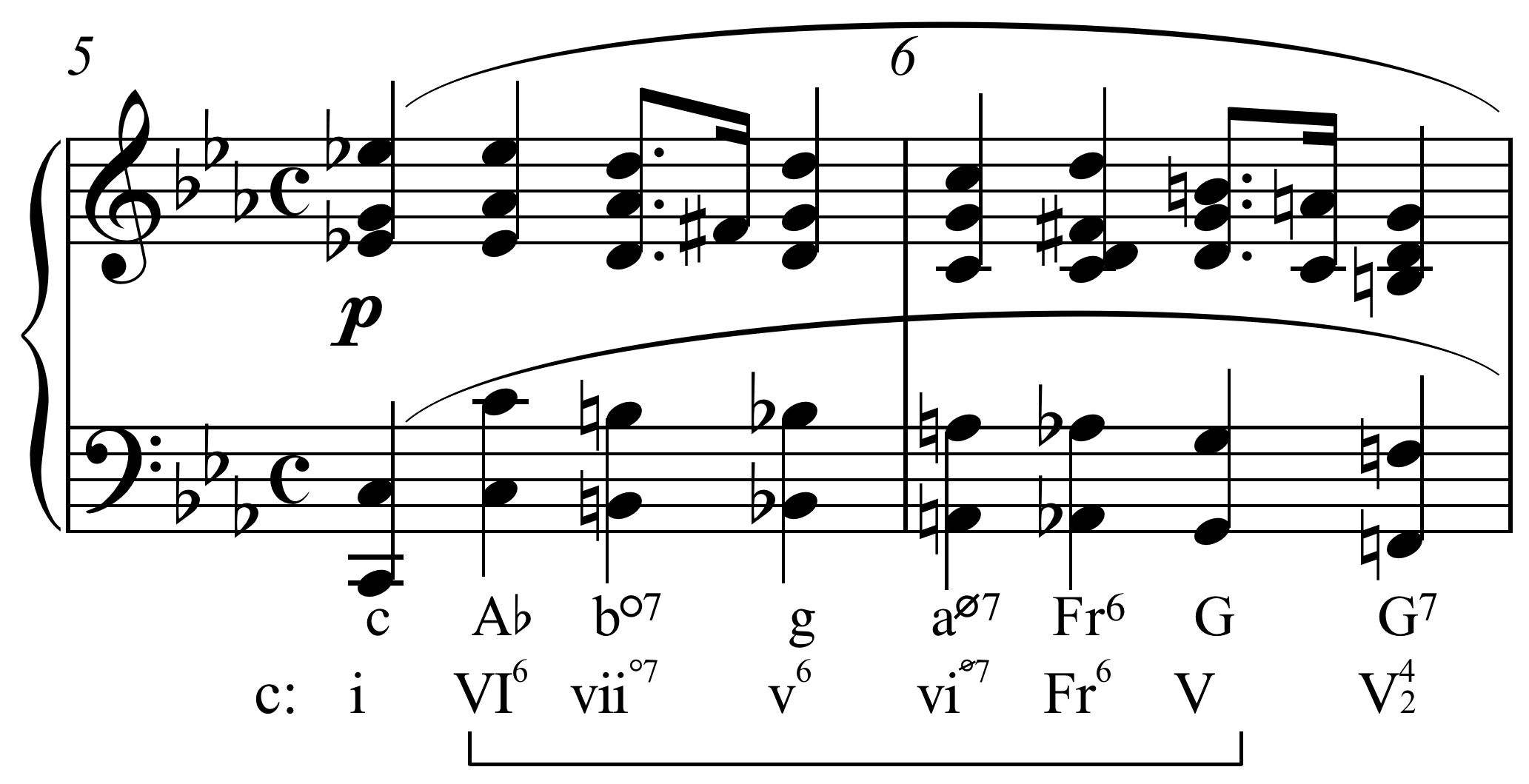
肖邦C小调前奏曲中第五小节到第六小节的半音阶跑动。

在音乐中，半音化四度（英語：Chromatic fourth）或艱困的步伐是一段横跨純四度，并覆盖了这个四度中几乎所有半音程的旋律或旋律片段。

## 范例
此旋律以D小調的主音（D音）和属音（A音）为界，覆盖了这个四度中所有的半音程。

## 历史
半音化四度的拉丁术语——“passus duriusculus”中的“duriusculus”意为“刺耳的”或“粗糙的”，“passus”意为“脚步”——来源于克里斯托夫·伯恩哈德于十七世纪出版的《Tractatus compositionis augmentatus》，其中指出重复的旋律运动将形成连续的半音阶。在巴洛克时期，J. S. 巴赫将其运用在他的合唱音乐和器乐中，例如在平均律键盘曲集中（第二卷，第2号赋格，D小调）：
乐谱中圆滑线标示的区域即为半音化四度的实际应用。
在巴洛克和古典主义时代的歌剧中，半音化四度常见于低音声部，被用在悲伤的咏叹调中。这种创作技法被称作“悲叹的低音（lament bass）”。在贝多芬的第9號交響曲第一乐章的倒数第二页的大提琴和低音提琴部分，以及维瓦尔第的经文歌“O qui coeli terraeque serenitas”中，都可以找到半音化的四度。

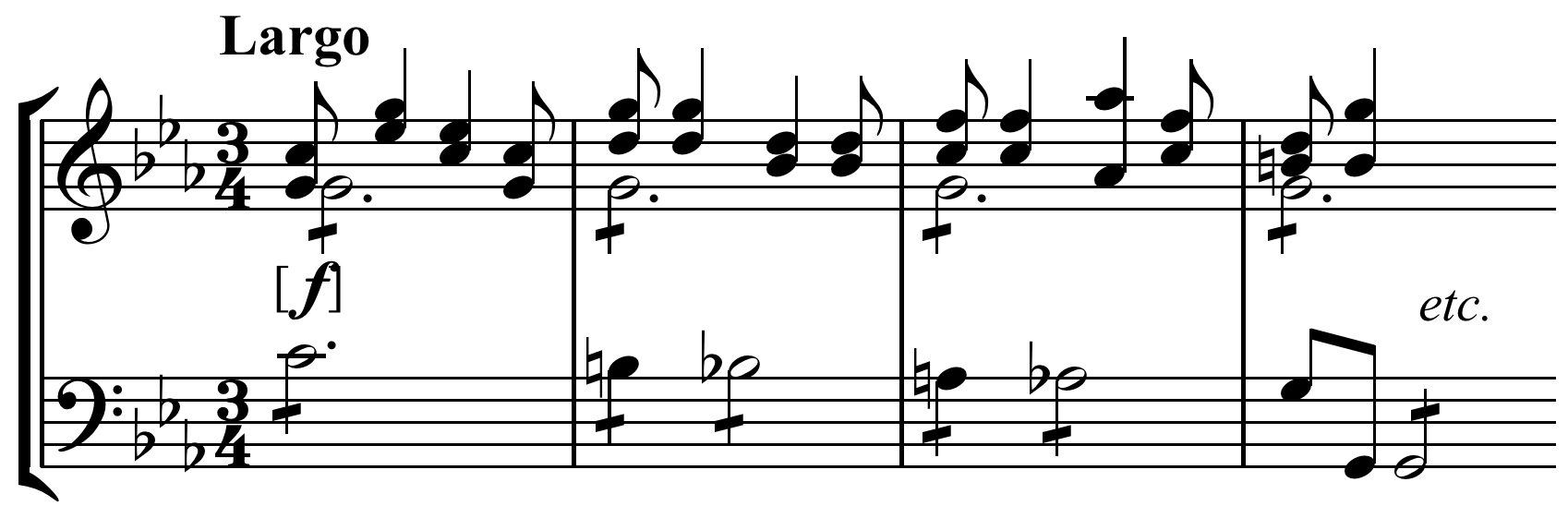
维瓦尔第的经文歌“O qui coeli terraeque serenitas”，第2号咏叹调，Ryom-Verzeichnis目录 631中出现的悲叹低音。.

但是，这并不意味着半音化的四度只能用于悲伤的音乐；其起止点也不一定是主音和属音。例如莫扎特的G大调弦乐四重奏，K. 387（乐谱中以圆滑线标示的部分）：

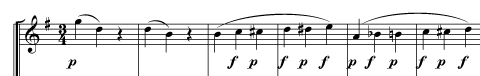

## 使用半音化四度的作品
- 亨利·珀塞尔：蒂朵的悲叹（Dido's Lament）
- J. S. 巴赫：

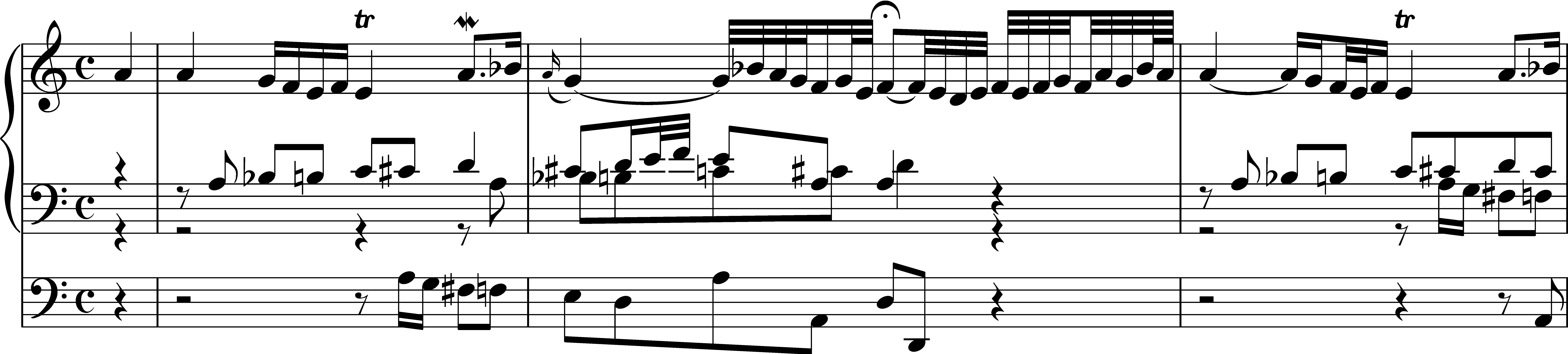
在管风琴众赞歌前奏曲 BWV 614 中，伴奏的三个声部都出现了横贯四度的半音阶。

  - B小調彌撒曲中的“Crucifixus”
  - Weinen, Klagen, Sorgen, Zagen, BWV 12（英语：Weinen, Klagen, Sorgen, Zagen, BWV 12）
  - Jesu, der du meine Seele, BWV 78（英语：Jesu, der du meine Seele, BWV 78）
  - Nach dir, Herr, verlanget mich, BWV 150（英语：Nach dir, Herr, verlanget mich, BWV 150）
  - Orgelbüchlein，BWV 614（英语：Orgelbüchlein#BWV_614），“Das Alte Jahr vergangen ist”：播放ⓘ
  - 二部创意曲（英语：Inventions and Sinfonias (Bach)）第9首，F小调，BWV 795
  - 升C小调前奏曲与赋格，BWV 849
- 莫扎特：“Stück für ein Orgelwerk in einer Uhr”，K. 594
- 肖邦：前奏曲第15号
- 柏辽兹：镇魂曲（英语：Requiem (Berlioz)）第5号
- 塞扎尔·弗兰克：前奏曲、聖詠與復格